# Lasconotus montanus
Lasconotus montanus es una especie de coleóptero de la familia Zopheridae.

## Distribución geográfica
Habita en Kazajistán.